# Тамше-Ляме
Тамше-Ляме (перс. تمشه لامه) — село в Ірані, у дегестані Хотбех-Сара, у бахші Карґан-Руд, шагрестані Талеш остану Ґілян. За даними перепису 2006 року, його населення становило 142 особи, що проживали у складі 34 сімей.

## Клімат
Середня річна температура становить 11,20°C, середня максимальна – 25,75°C, а середня мінімальна – -3,57°C. Середня річна кількість опадів – 538 мм.
| Клімат поселення                              | Клімат поселення | Клімат поселення | Клімат поселення | Клімат поселення | Клімат поселення | Клімат поселення | Клімат поселення | Клімат поселення | Клімат поселення | Клімат поселення | Клімат поселення | Клімат поселення | Клімат поселення |
| Показник                                      | Січ.             | Лют.             | Бер.             | Квіт.            | Трав.            | Черв.            | Лип.             | Серп.            | Вер.             | Жовт.            | Лист.            | Груд.            |                  |
| Середній максимум, °C                         | 8,10             | 7,25             | 9,10             | 14,13            | 19,36            | 23,71            | 25,75            | 25,30            | 20,98            | 17,44            | 11,62            | 8,29             |                  |
| Середня температура, °C                       | 2,70             | 1,84             | 3,70             | 8,72             | 13,95            | 18,30            | 21,72            | 21,26            | 16,95            | 13,41            | 7,58             | 4,25             |                  |
| Середній мінімум, °C                          | −2,73            | −3,57            | −1,72            | 3,32             | 8,54             | 12,88            | 17,69            | 17,23            | 12,92            | 9,37             | 3,55             | 0,22             |                  |
| Норма опадів, мм                              | 40               | 39               | 57               | 56               | 53               | 28               | 14               | 22               | 48               | 78               | 56               | 47               |                  |
| Середньомісячна швидкість вітру, м/с          | 2.20             | 2.53             | 2.52             | 2.62             | 2.30             | 2.12             | 2.41             | 2.30             | 2.00             | 2.00             | 2.28             | 2.10             |                  |
| Середньомісячна сонячна радіація, кДж/м²·день | 7033             | 9448             | 11677            | 15875            | 19511            | 22125            | 23081            | 19595            | 16149            | 11205            | 8398             | 6548             |                  |
| --------------------------------------------- | ---------------- | ---------------- | ---------------- | ---------------- | ---------------- | ---------------- | ---------------- | ---------------- | ---------------- | ---------------- | ---------------- | ---------------- | ---------------- |
| Джерело:                                      |                  |                  |                  |                  |                  |                  |                  |                  |                  |                  |                  |                  |                  |